# Slingbox

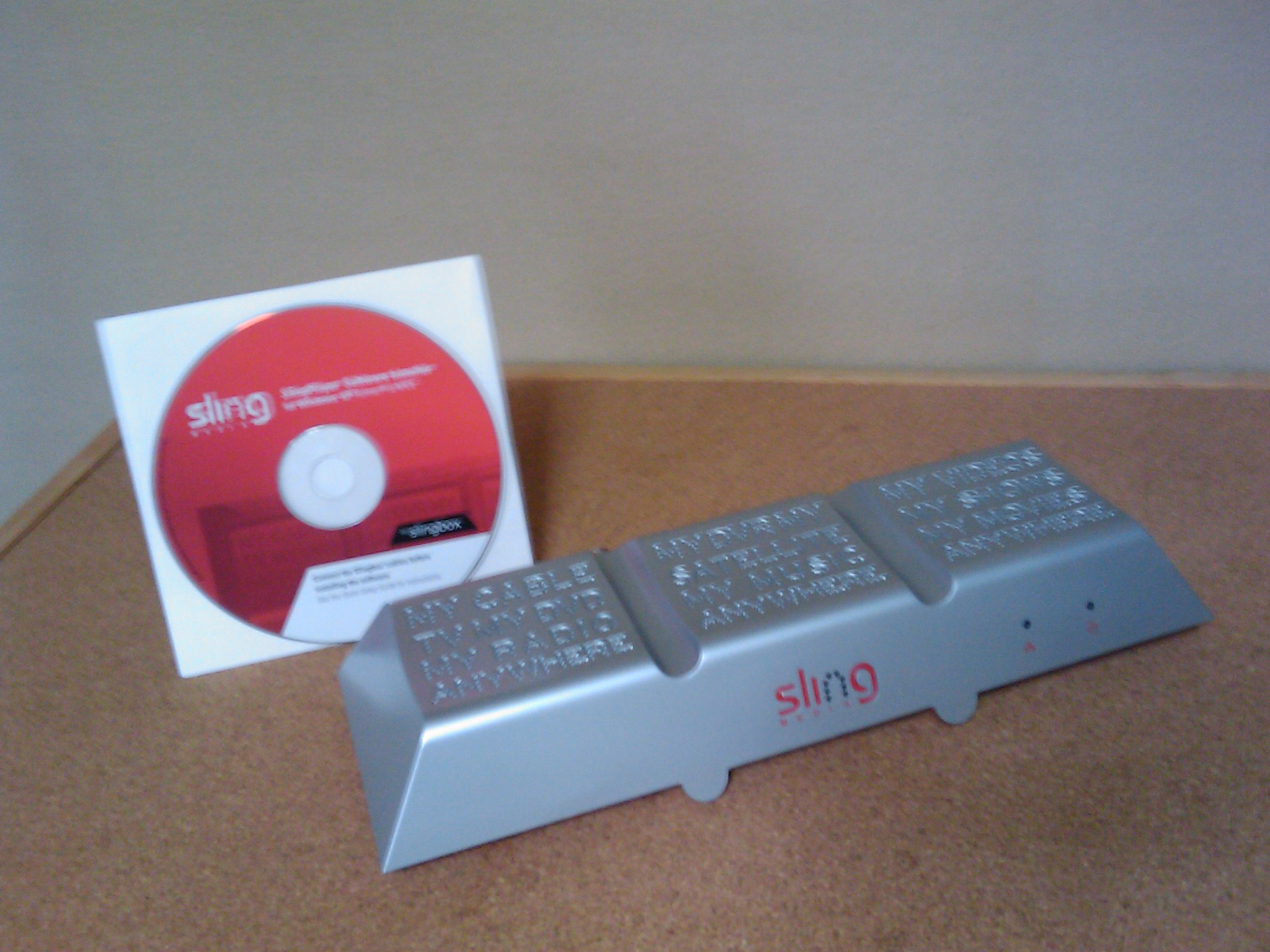
slingbox SB100-120本体

La Slingbox est un appareil obligatoirement associé à un service Internet spécifique permettant de visionner à distance dans le monde entier par un accès à Internet à haut débit, les signaux audio et vidéo provenant du périphérique connecté à l'appareil, tels que caméra, récepteur numérique terrestre, récepteur satellite, box câble ou IP DSL, lecteur multimédia, lecteur de DVD ou Blu-ray, etc.
Ce dispositif est conçu et commercialisé par l'entreprise californienne Sling Media.
La Slingbox est connectée d'une part à la source vidéo externe et de l'autre à une connexion Internet à haut débit. Pour assurer un fonctionnement satisfaisant, le débit montant doit être au minimum de 256 Ko/s et de 1 Mo/s pour la capacité descendante. Cette solution permet de bénéficier des contenus audiovisuels ou chaînes TV partout où il est possible d'exploiter d'une connexion internet haut débit. Le flux de données audio et vidéo numérisé par l'intermédiaire de la Slingbox n'accuse qu'un léger différé. Équipé d'un PC, téléphone portable ou PDA, il est possible de regarder les programmes en installant l'application dédiée Slingplayer. Toutefois, le dispositif comprend certaines restrictions parmi lesquelles le système anticopie HDCP pour la transmission en haute définition ainsi qu'un contrôle d'accès limitant à un seul utilisateur sous la forme d'une liaison point à point et non partageable par plusieurs destinataires.